# Mammelokker

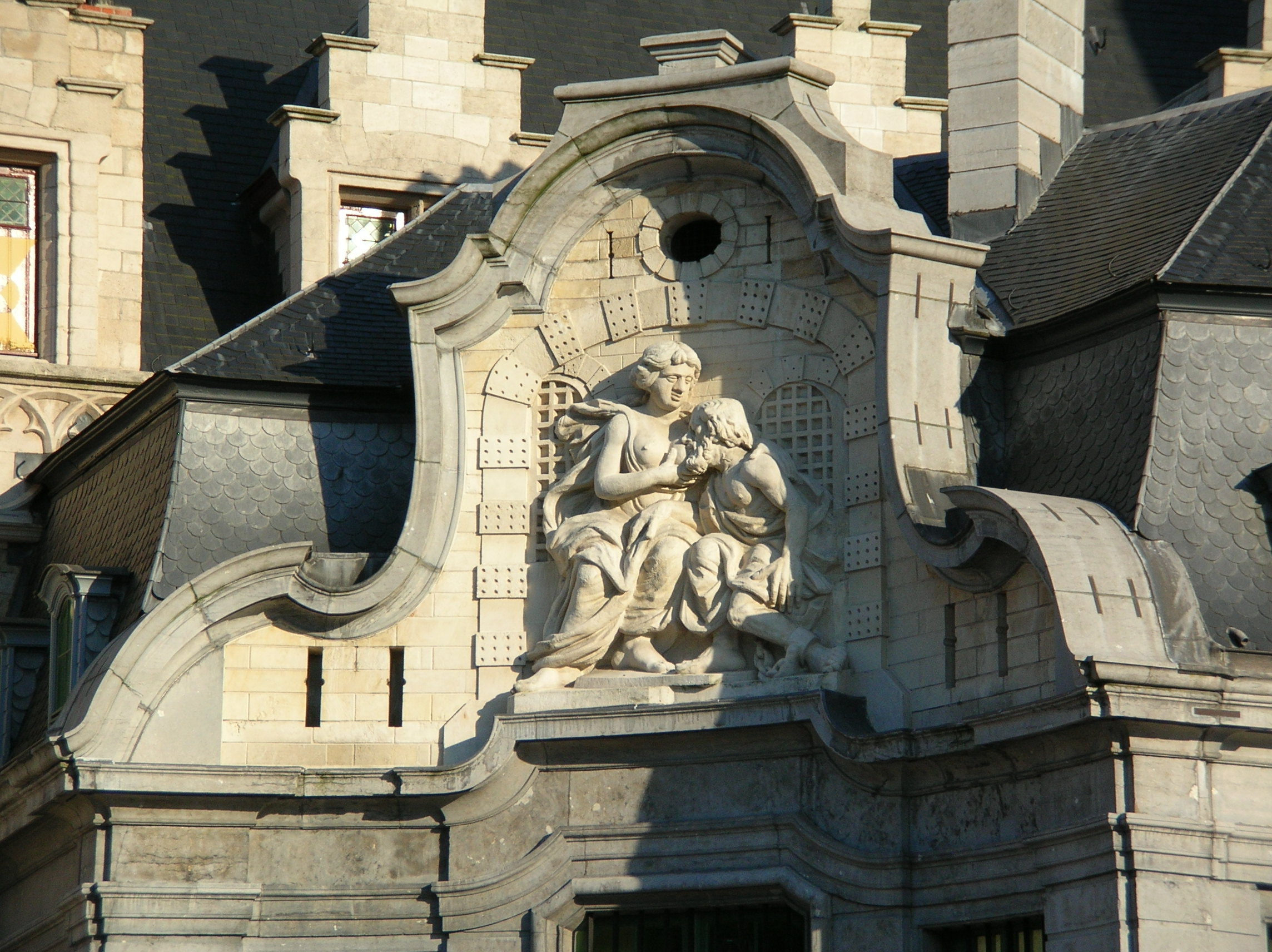
Uitbeelding van de sage van de Mammelokker

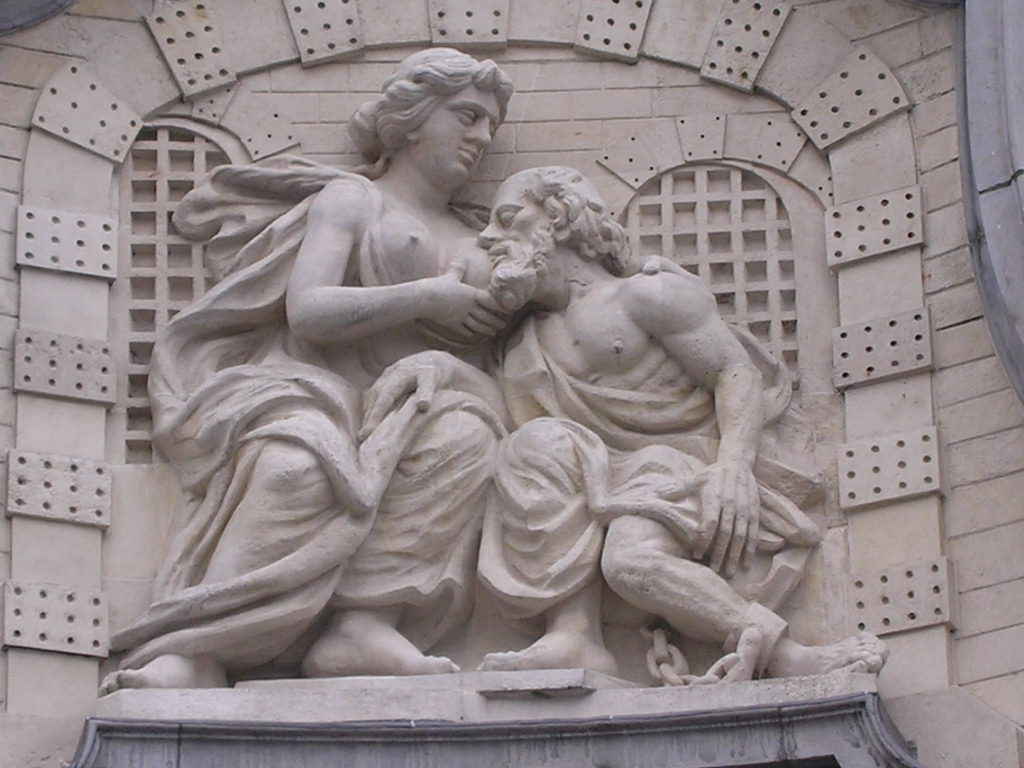
Detail

De Mammelokker is een beeldhouwwerk op het timpaan van een Gents gebouw uit ca. 1741 van bouwmeester David 't Kindt. De naam is ook in gebruik voor het gebouw zelf, een voormalige cipierswoning die aanleunt tegen de lakenhal bij het Belfort van Gent. Het reliëf is een uitbeelding van het Romeinse verhaal van Cimon en Pero. In deze legende redt Pero haar vader van de hongerdood, door hem in de gevangenis te zogen. Hieraan dankt het beeld de naam Mammelokker. Het is sinds 28 december 1936 een beschermd monument en behoort sinds 1999 tot het Unesco-werelderfgoed als onderdeel van het Belfort. 

## Geschiedenis
De Mammelokker werd voltooid in 1741. Het werd opgetrokken in Louis XV-stijl, naar een ontwerp van David 't Kindt. Het gebouw was oorspronkelijk bedoeld als cipierswoning van de stadsgevangenis, die vanaf het midden van de achttiende eeuw tot het begin van de twintigste eeuw in de crypte van de Lakenhal was ondergebracht. 
Midden de 20ste eeuw was het beeldhouwwerk zodanig verweerd dat het nog moeilijk te herstellen was. In plaats van het origineel te restaureren, kapte de Gentse beeldhouwer Jan Anteunis (1896-1971) in 1962 een kopie uit een blok witte steen. Hij baseerde zich op een maquette die in de kelder van het MSK Gent stond.
Tegenwoordig fungeert het gebouw als het kantoor van de Gentse Ombudsdienst.

## Legende en naamgeving
De naam "Mammelokker" is afkomstig uit het Gentse dialect en betekent letterlijk borstzuiger ("mamme"=borst en "lokken"=zuigen).
De legende stamt uit de Romeinse oudheid en wordt verteld door Valerius Maximus in zijn Facta et dicta memorabilia. Cimon is een oude man die in de gevangenis zit en is veroordeeld tot de hongerdood. Zijn dochter Pero mag hem wel bezoeken, maar mag geen eten meebrengen. Ze houdt hem in leven door hem dagelijks de borst te komen geven.